# Procès de Cologne
Le procès de Cologne a débuté le 23 octobre 1979 au tribunal du Land à Cologne et pris fin le 11 février 1980. Ce procès a permis de mettre en évidence la connaissance personnelle que les accusés avaient du but et de la destination de la déportation des Juifs français. L'instruction par les procureurs de Cologne a duré trois ans et demi.
Sur la base du « Traité de Paris » ou « Traité de transition » conclu en 1955, les criminels nazis étaient protégés des jugements du tribunal militaire allié, puisqu'il excluait une condamnation en Allemagne sur la base des faits invoqués et qu'en tant que citoyens allemands, ils ne pouvaient être extradés. 
C'est seulement à partir de 1971 que les criminels nazis ayant commis des crimes en France peuvent être jugés, mais en Allemagne. Les accusés Kurt Lischka, Herbert Hagen et Ernst Heinrichsohn ont été accusés de la déportation et de l'assassinat de 70 000 Juifs français vers les camps d'extermination nazis. 
Les condamnations :
- K. Lischka : dix ans de détention, libéré en 1985
- H. Hagen : douze ans de détention, libéré en 1985
- E. Heinrichsohn : six ans de détention.

Il s'agit de la première victoire judiciaire de Serge Klarsfeld et Beate Klarsfeld dans leur combat contre les anciens nazis.